# Jerónimo Alavés Lasala
Jerónimo Alavés Lasala (Jaca, c. 1625 - Jaca, 1685). Infanzón y ciudadano jaqués, señor de San Clemente (en el valle de la Garcipollera) y Caudillo de la Guardia del Reino de Aragón en Jaca.

## Biografía
Hijo de Francisco Alavés Ibós, señor de San Clemente y Juana de Lasala Conte. Procedía de varias de las más influyentes familias de Jaca; sus abuelos paternos eran el notario Martín Alavés, señor de San Clemente, y Ana de Ibós Aineto, descendiente de los señores de Aruej y Garcipollera;su madre Juana era tataranieta del mercader Juan de Lasala Santa Fe y su esposa Juana Bonet, señores de Somanés y constructores de la capilla renancentista de San Miguel de la catedral de Jaca. Era sobrino de Diego de Lasala Conte, príncipe de Carpignano (Italia), y primo hermano de Francisco Ventura de la Sala y Abarca, escritor y militar en el Reino de Nápoles.
En 1648 es citado como Caudillo (jefe militar) de Jaca en referencia a un incidente de disciplina militar,e igual cargo ostentaba en 1662,cuando se le documenta como "Caudillo de la Guardia del Reino de Aragón de la Escuadra de Jaca", al actuar en calidad de testigo en el traslado de los restos de Felipe Abarca y su hijo Juan Abarca, señores de Garcipollera, al panteón de nobles de San Juan de la Peña el 30 de agosto de ese año.
Jerónimo tenía dos hermanos mayores del primer matrimonio de su padre, por lo que en su condición de segundón, optó por la carrera militar, probablemente influido por sus tíos maternos, que fueron caballeros de las órdenes de Santiago y Montesa. Sin embargo, eso no fue obstáculo para que heredara de su padre el señorío de San Clemente, que además transmitió a sus sucesores.

## Matrimonios e hijos
Jerónimo contrajo matrimonio con María Pardo Lanuza, perteneciente a dos linajes infanzones del valle de Tena. Ella era hija de Miguel de Parda, infanzón con Casal en Tramacastilla de Tena y Mariana de Lanuza, del mismo linaje que tantos Justicias aportó al reino de Aragón. Con María tuvo los siguientes hijos:
- Juan Pablo Alavés Pardo, señor de San Clemente. Nacido en Jaca en torno a 1650 se trasladó a Villamayor donde contrajo matrimonio con Ana Lisón Arilla el 11 de enero de 1671, con quien tuvo en 1688 a Raimundo Alavés Lisón.[9]

- Félix Alavés Pardo, que asistió junto a su hermano Juan Pablo, a las Cortes celebradas en Calatayud en 1677, en representación de la ciudad de Jaca y por el brazo de caballeros infanzones.[10]